# Рюттен, Бас
Себастьян «Бас» Рюттен (нидерл. Sebastiaan "Bas" Rutten, МФА: [ˈbɑs ˈrʏtə(n)]; род. 24 февраля 1965 года) — бывший профессиональный кикбоксер и боец ММА из Нидерландов. Рюттен является бывшим чемпионом UFC в тяжёлом весе (англ. Heavyweight) и трёхкратным чемпионом Pancrase. За карьеру Рюттен побеждал чемпионов UFC Фрэнка Шемрока, Кевина Рэндлмена, Мориса Смита, Гая Мезгера, а также чемпионов Pancrase Масакацу Фунаки и Минору Судзуки. Кроме того, свою карьеру он завершил беспроигрышной 22-матчевой серией (21 победа и 1 ничья).
Любимым приёмом Баса Рюттена являлась атака печени, как рукой, так и коленом. Успешно применяя её, он популяризовал такие удары, особенно среди голландцев.
Несмотря на внушительный список достижений на ринге, Рюттен приобрёл ещё бо́льшую популярность по окончании карьеры, став комментатором матчей PRIDE, а затем Strikeforce. От других комментаторов Рюттена отличает глубокое знание спорта, выдающаяся харизматичность и блестящее чувство юмора. Также Рюттен принял участие в нескольких телепередачах, снялся в нескольких кинофильмах и выпустил ряд инструкционных материалов по ММА, фитнессу и самообороне.
В настоящее время Рюттен является соведущим программы «MMA изнутри» (англ. Inside MMA) на кабельном канале axs.tv (бывшем HDNet)

## Ранние годы[3]
Бас Рюттен родился в Тилбурге. Рос слабым подростком, вынужденным из-за экземы носить перчатки и одежду с длинными рукавами и высокими воротниками. В школе Руттен практически ежедневно подвергался нападкам более рослых сверстников. В качестве убежища от проблем мальчик облюбовал деревья в лесу за домом. 
В 11 лет Бас посмотрел фильм «Выход дракона»: на фильм был установлен возрастной ценз «от 17 лет», и Рюттен со своим братом украдкой проникли в кинозал, после того как фильм начался. После этого Бас заинтересовался боевыми искусствами, но родители поначалу не поощряли увлечения сына. Однако Бас сумел их убедить и вскоре приступил к тренировкам по тхэквондо, в котором начал делать успехи. 
В 14 лет Бас подрался на улице с местным хулиганом и первым же ударом сломал ему нос. В результате, в дом к Рюттенам пришла полиция, и родители запретили Басу продолжать заниматься тхэквондо. Вскоре Бас собирает небольшую компанию из трёх подростков(включая него самого), к которым пристают местные задиры, и обучает их боевым искусствам. Вскоре друзья ходили разбираться со своими обидчиками, разумеется драки всегда были честные - один на один. После успешных драк они зачастую приходили в "своё секретное место" и праздновали победу, называя себя чемпионами. Бас припоминает случай, когда он с друзьями, решив защитить незнакомую девушку в баре, нарывается на неприятности в виде толпы мужчин крепкого телосложения. Тогда они просто убежали в своё убежище, 
Будучи юношей Бас начал заниматься с другом, занимавшимся боксом. Немного погодя Рюттен начал практиковать кёкусинкай. Бас также выбрал этот вид единоборств потому, что там были разрешены удары коленями и лоукики(а в тхэквондо они были запрещены). Гранд-мастер Йон Блюминг в дальнейшем присвоил Рюттену почётный пятый дан (чёрный пояс пятой степени) по кёкусинкай.
С 20 лет Бас начал заниматься тайским боксом и довольно быстро начал принимать участие в соревнованиях. После 14 побед у него начались появляться проблемы с поиском соперника из-за своей весовой категории, поэтому он оставил спорт и подрабатывал вышибалой в клубах и казино. Помимо внушительных габаритов он обладал умением решать конфликты словами, в 9 из 10 случаев без применения физической силы. Бас сильно отличался от его коллег: когда один из вышибал подошел к постояльцу и попросил его не трясти игровой автомат, тот не обратил на замечание никакого внимания. Затем подошёл Бас и ударил игрока об автомат, затем повалил его и опрокинул на него игровой автомат. С тех пор в том казино все вели себя культурно.
Позже Бас подался в ММА, начав с японских промоушенов. 

## Спортивная карьера

### Кикбоксинг
В 20 лет Руттен стал принимать участие в соревнованиях по тайскому боксу. По словам Баса, он одержал победы в 14 из своих 15 поединков.

### Pancrase
Свою профессиональную карьеру в смешанных единоборствах Рюттен начал в японской организации Pancrase. В 1993 году японские прореслеры Масакацу Фунаки и Минору Судзуки отправились в Нидерланды для поиска бойцов для недавно созданной организации «смешанного реслинга» (англ. hybrid wrestling), в котором разрешались удары открытой ладонью по лицу. Она была предвестником нового вида спорта — смешанных единоборств, и с ней подписали контракты такие имена «раннего» MMA как Фрэнк Шемрок, Кен Шемрок, Морис Смит и др.
Рюттен доминировал в своих первых двух поединках, завершив их нокаутами. В первой схватке был повержен Рюси Янагисава, бывший в то время №4 в рейтинге бойцов Японии, которого увезли в больницу. Во втором бою Рюттен был взят на болевой приём, однако правила позволяли остановить поединок с потерей одного очка, если боец касается каната. Это правило позволило Рюттену избежать необходимости сдаться и впоследствии выиграть поединок.

В тех поединках Рюттен зарекомендовал себя как сильный ударник. Фрэнк Шемрок сказал про него: 
Его техника кикбоксинга была разрушающей. Он был тем, чего все боялись. Вдобавок он понимал схватку инстинктивно... Бас имел ментальность уличного бойца.
Однако первые поединки вскрыли недостаток Рюттена — его навыки борьбы были откровенно слабыми. В третьем поединке — с многоопытным Масакацу Фунаки — Рюттен потерпел своё первое поражение. После этого он всецело посвятил себя изучению аспектов борьбы в партере, проведению болевых и удушающих приёмов. Тренировки принесли свои плоды: вскоре Рюттен одержал несколько побед, в том числе и над непобеждённым до того момента Минору Судзуки, нокаутировав его ударом колена в печень.
В следующем бою Бас потерпел поражение удушением сзади от будущего чемпиона и члена зала славы UFC Кена Шемрока, а вскоре решением судей уступил и его сводному брату Фрэнку. После победы удушающим приёмом над Манабу Ямадой Рюттен получил право на реванш с Кеном Шемроком и вновь проиграл ему, на сей раз попавшись на рычаг колена.
После этого — уже второго — поражения Рюттен полностью сосредоточился на отработке своих борцовских навыков, тренируясь по 2-3 раза в день. В последующих 8 схватках он одержал победу болевым или удушающим в семи. Рюттен побил будущих чемпионов UFC Фрэнка Шемрока и Мориса Смита, а также Минору Судзуки в бою за титул чемпиона.
После этого Рюттен был вынужден временно прекратить выступления из-за травм. За время его отсутствия титул временного чемпиона завоевал Фрэнк Шемрок, которого Бас в объединительном бою победил во второй раз.

После Рюттен отомстил Масакацу Фунаки в одном из самых великих боёв в истории Pancrase. Рюттен так описал тот бой: 
Перед боем он подошёл ко мне и провёл большим пальцем вдоль горла, показывая, что я буду побеждён. Я повернулся к своему менеджеру и сказал, чтобы он посмотрел как я буду убивать того парня. Мой план на схватку состоял в том, чтобы протянуть бой до 15 минут... Фунаки никогда не бился 15 минут. Приблизительно на 12 минуте, когда я находился на коленях, он ударил меня ногой в голову. Я поставил блок, но отсиживаться в обороне — абсолютно неприемлемо для меня. Я начал БАМ, БАМ, БАМ, и он упал. Начиная с того момента, я полностью уничтожил его. Вы видели бой — это была бойня. Мои ладони почернели — так усердно я наносил удары. Боги или кто-то ещё были на его стороне, так как каждый раз он неизменно поднимался. Я бил его по лицу — все слышали удары затылком об мат. Его нос был несомненно сломан и повёрнут набок, им нужно его вправлять... Я сильно бил его коленями по голове. Он падал четыре раза. Но в свой последний удар коленом я вложился по полной: я захватил его за голову и ударил с натяжением на себя. Прямо как в фильме Рокки. И вот я стою там, тяжело дыша, и падаю назад. Я встаю, и рефери поднимает мою руку. Когда он отпускает её, я вновь падаю, БУМ! Я был измождён, я выложился по-полной: я действительно хотел уничтожить его. Я сломал ему кости скул, сломал ему нос, всего лишь потому, что он сказал, что собирается прикончить меня. О, я был так зол на него. Но затем — вновь друзья... сумасшедший спорт, не так ли?
Рюттен затем провёл успешную защиту титула против Джейсона Делуции и Гая Мезгера, став таким образом трёхкратным чемпионом Pancrase в абсолютном весе. В 1996 году он отказался от титула для того, чтобы присутствовать при рождении своей дочери. После этого Рюттен вернулся и одержал ещё 8 побед.
Бас покинул Pancrase как один из самых великих бойцов в истории организации. Единственным спортсменом, который не проигрывал ему, был Кен Шемрок. В 2000 году, когда Рюттен был комментатором PRIDE Fighting Championships, появились разговоры о возможном проведении третьего боя между ними. Бас был согласен, однако Шемрок отказался, объясняя это тем, что он уже дважды побеждал, и побеждать в третий раз не было необходимости.

### UFC
В 1998 году Рюттен подписал контракт с UFC — на тот момент небольшим промоушеном, который сейчас является крупнейшей промоутерской MMA-организацией в США. В первом бою под эгидой UFC он нокаутировал Цуёси Косаку в дополнительное время.

5 мая 1999 года на турнире UFC 20 Рюттен встретился с Кевином Рэндлменом в бою за звание чемпиона UFC в тяжёлом весе. 
Бас начинал бой с ударов ногами: лоукиков и мидлкиков. После первых ударов Кевин ловит ногу и роняет Баса на настил, давая ему закрыть гард. Первые 4 минуты схватки Бас получал множество ударов из полузакрытого гарда. Бой был остановлен для оценки врачом рассечения, открывшегося у Рюттена. В углу выясняется, что у Баса сломан нос, но тот решает продолжить поединок. 
После возобновления поединка Бас снова пытается пробить удар ногой, которую успешно ловит Кевин, переводя бой в партер. Следующие 4 минуты Бас пропускает несколько ударов, но в более размеренном темпе: Кевин просто устал. Бас неплохо бьёт локтями в голову оппоненту, открыв ему рассечения на виске и макушке. Затем бой снова приостанавливается для того, чтобы Рюттен смог промыть глаза, залившиеся кровью.
После второго возобновления поединка Бас снова пробивает удар ногой, которую ловит Кевин. Кевин в очередной раз роняет оппонента и остаток поединка проходит из закрытого гарда. Кевин не может держать постоянное напряжение ввиду усталости и пропускает несколько ударов локтями в голову, затылок(в затылок бить запрещено - но рефери не замечает нарушения), однако Кевин не обращает внимания на удары(возможно ввиду того, что из-за травм ставил себе болеутоляющее) и продолжает вести бой пассивно из доминирующей позиции.
После окончания основного периода добавляются ещё 2 раунда по 3 минуты, которые проходят схоже: Рэндлман пробивает редкие удары из гарда, пропуская удары локтями в голову.  После завершения поединка победу присудили Басу Рюттену раздельным решением судей, что не могло не разозлить команду Кевина. Однако Кевин, по своему обычаю, повёл себя как джентльмен и после рукопожатия со своим соперником удалился из зала. Кевин имел всего три видных рассечения на своей голове: на виске и макушке, также небольшое рассечение на брови. У Рюттена же был сломан нос, левый глаз был наполовину закрыт из-за синяков, рассечение на брови. Рюттен понёс гораздо больший ущерб, и Кевин оставшуюся жизнь оспаривал решение судей в своих интервью, разговорах. Несмотря на исход поединка Кевин Рэндлман и Бас Рюттен остались хорошими друзьями до самой смерти Кевина в 2016 году.
В дальнейшем Рюттена преследовали травмы: повреждения колена и шеи, разрыв бицепса. По совету врачей, Рюттен решил завершить карьеру.

Бывший чемпион UFC в полутяжёлом весе Тито Ортис утверждал, что Рюттен вдохновлял его в начале карьеры. Ортис сказал: 
Я смотрел на Баса Рюттена. Бас был моим идолом. Люди просто боялись биться с ним — таким он был. Я думал, что он был тем, кем я должен быть. Если я буду тренироваться также усердно как и он, то однажды я буду так же хорош, как и он, и два года спустя посмотрите где я? Я на вершине мира. Я должен сказать ему спасибо за то, что он помог мне поверить в мечты.

### Последний поединок
В мае 2006 года было объявлено о возвращении Рюттена в смешанные единоборства. Получив разрешение от врачей, 22 июля он должен был встретился с Кимо Леопольдо на турнире под эгидой World Fighting Alliance. За два дня перед схваткой допинг-тест Кимо дал положительный результат на станозолол. Леопольдо был заменён Рубеном Вильяреалом (Ruben Villareal), которого Рюттен поверг в первом раунде множественными лоукиками.

### Титулы и достижения
- Pancrase Hybrid Wrestling
  - Чемпион в абсолютной весовой категории
- Ultimate Fighting Championship
  - Чемпион в тяжёлой весовой категории

## Жизнь после окончания карьеры
После окончания карьеры Рюттен сфокусировался на актёрской карьере, получая небольшие роли в телевизионных сериалах: Китайский городовой, 18 Wheels of Justice, The King of Queens, Freedom, а также в низкобюджетных фильмах Ярость теней (англ. Shadow Fury), Разделитель (англ. The Eliminator), короткометражке Королевство абсолютной силы (англ. The Kingdom of Ultimate Power), представленной в 2005 году на фестивале в Лос-Анджелесе, и выигравшей первый приз на фестивале короткометражных фильмов в Нью-Йорке в номинации «лучшая комедия».
Рюттен участвовал в нескольких реслинг-шоу под эгидой New Japan Pro Wrestling.
Также Бас был комментатором для англоязычных выпусков передач про турниры Pride Fighting Championships, отработав почти все из них, начиная с Pride 1 до гран-при 2005 года. Как комментатор, Бас заработал огромную популярность среди болельщиков, благодаря своему чувству юмора, находчивости и глубокому знанию спорта. В апреле 2006 года Рюттен объявил, что не будет больше комментировать для Pride из-за того, что постоянные перелёты в Японию отрывают его от семьи каждый месяц.
Рюттен получил камео в игре Grand Theft Auto IV на телевизионном шоу «Мужская комната» (англ. The Men's Room). Он также участвовал в захвате движения для персонажей в боевых видео-вставках.
Рюттен стал персонажем игры WCW vs. the World для PlayStation под именем «Громовой купол» (англ. Thunder Dome).
С января 2008 года было объявлено, что Рюттен назначен на должность вице-президента International Fighting League с подчинением непосредственно CEO Джею Ларкину. Его роль заключалась в построении отношений между бойцами и организацией, а также в содействии проведению схваток между спортсменами. Он также присутствовал на еженедельных шоу «Поле боя» (англ. Battleground) и «International Fight League». С распадом организации в конце 2008 года всё это закончилось.
В настоящее время Рюттен совместно с Кенни Райсом ведут еженедельную передачу «MMA изнутри». Они также несколько раз комментировали бои организации Dream для аудитории Северной Америки.

### Тренерская практика
Рюттен тренировал Марка Керра во время съёмок для HBO документального фильма The Smashing Machine: The Life and Times of Extreme Fighter Mark Kerr.
В 2006 году Рюттен тренировал в International Fight League команду «Анаконды» (англ. Anacondas), одержавшую победу над командой «Quad City Silverbacks» со счётом 3–2.
Также широкое освещение в прессе получила тренерская работа Рюттена с Кимбо Слайсом. Слайс — уличный боец, ставший популярным после серии любительских роликов, выложенных на сайте Youtube, перешёл в профессиональные смешанные единоборства и нанял Рюттена в качестве тренера. За полтора месяца до рокового для Слайса боя, в котором он был нокаутирован за 14 секунд противником, значительно уступавшим ему в весе, Рюттен отказался тренировать Кимбо.

Я бы предпочел подвести черту так: Скажем, Кимбо, который пришёл ко мне в начале тренировок, был не тот Кимбо, который был в моем зале в прошлый раз. За шесть недель до боя я сказал ему, что мне нужен ТОТ Кимбо. В другом случае, ты свободен. И ты знаешь, он снова начал делать все по другому. Давай на этом оставим. Я не хочу вдаваться в детали. Я желаю ему всего самого лучшего. Правда, правда желаю.— Бас Рюттен
Рюттен является бывшим инвестором и инструктором тренировочного зала «Legends MMA gym» в Голливуде и совладельцем тренировочного зала «Elite Mixed Martial Arts» в городе Thousand Oaks штата Калифорния.

### Фильмография
- Shadow of the Dragon[39] (1992)
- Shadow Fury[40] (2001)
- The Smashing Machine[41] (2002)
- The Eliminator[42] (2004)
- The Vault[43] (2005)
- The Kingdom of Ultimate Power[44] (2005)
- Backlash[45] (2006)
- Paul Blart Mall Cop[46] (2009)
- Sinners & Saints[47] (2010)
- Толстяк на ринге[48] (2012)
- Толстяк против всех (2015)

### Учебные видео-пособия
- Bas Rutten's Big Book of Combat, Volumes One and Two (2002)
- Bas Rutten's Big DVDs of Combat
- Bas Rutten's Lethal Street Fighting (2003)
- Bas Rutten's MMA Workout (2001)
- Bas Rutten's Superior Free Fight Techniques
- Bas Rutten's "Extreme Pancrase" No-Holds Barred Fighting System
- Training with Bas Rutten "Never Back Down Special Features" (2008)

## Личная жизнь
Рюттен в настоящее время живёт в городе Westlake Village штата Калифорния вместе со своей второй женой Карин и двумя дочерьми: Сабиной и Бианкой. Также у него есть дочь от первого брака — Рашель, проживающая с матерью в Нидерландах.
Своё прозвище — «Красавчик» (исп. El Guapo) — Рюттен получил во время общего завтрака бойцов, собравшихся в Японии на очередной турнир. За столом он разговаривал с бывшей женой Кена Шемрока — Тиной — которая также имела мексиканское происхождение. В разговоре прозвучала фраза «El Guapo» и позже другие бойцы, в частности Кевин Рэндлмен, стали называть его именно так.

### Татуировки
На теле Рюттена имеется несколько татуировок. Сам он в интервью журналу «Black Belt» сказал следующее:
Каждая имеет для меня значение. У меня есть символ Года Змеи, все татуировки сбоку от моих коленей и локтей призваны успокаивать меня. Я верю в таких духов. На запястьях у меня находятся имена дочерей. На правой ладони у меня нанесён символ жизненной энергии ци, и после того, как я сделал его, я не проигрывал. Тогда, когда я решил, что скоро умру, я сделал татуировку в виде знака «шоу», означающего долгую жизнь, на другой. На предплечье у меня клёвый самурай, которого я сделал в особом месте в Японии. На левой руке у меня буддистский знак защиты родившегося в Год Змеи. Давным-давно я сделал на руке татуировку в виде знака «фудосин», означающего «дух непоколебимого спокойствия». Так, в какой бы стрессовой ситуации я не находился, он помогает мне оставаться сосредоточенным и расслабленным.